# Brangkal (Balongpanggang)
Brangkal is een bestuurslaag in het regentschap Gresik van de provincie Oost-Java, Indonesië. Brangkal telt 1577 inwoners (volkstelling 2010).